# 立錡科技
立錡科技股份有限公司（Richtek Technology Corporation），簡稱立錡（Richtek），成立於1998年。總公司設在台灣竹北市台元科技園區，是一家Fabless IC設計公司，該公司主要產品為電源管理IC產品以及電源解決方案。 2015年9月7日，聯發科技代替子公司晨星半導體(現已合併解散，為消滅公司)以每股37元、新台幣20.68億元，公開收購立錡科技股權。

## 獲得獎項
- 2011年：
  - 榮獲Forbes雜誌頒發「The Best Under A Billion」 獎項。[3]
  - 入選數位時代雜誌台灣科技100強。[4]